# Glossotherium
Glossotherium is een geslacht van grondluiaards, een groep van uitgestorven zoogdieren. Er zijn ten minste vier soorten in het geslacht benoemd.

## Beschrijving
Soorten uit het geslacht Glossotherium hadden een lengte tot vier meter en een gewicht tot 1,5 ton. Deze grondluiaards hadden een grote kop en een zware staart. De goed ontwikkelde neusbotten wijzen op een goede reukzin. De soorten waren bewoners van open gebieden, en voedden zich met gras en twijgen.

## Fossiel verspreidingsgebied
Glossotherium leefde vanaf het Laat-Plioceen tot Pleistoceen en had een verspreidingsgebied dat liep van de Verenigde Staten tot in Zuid-Amerika.